# Castianeira lachrymosa
Castianeira lachrymosa là một loài nhện trong họ Corinnidae.
Loài này thuộc chi Castianeira. Castianeira lachrymosa được Octavius Pickard-Cambridge miêu tả năm 1898.